# Lamellenbild
Ein Lamellenbild ist eine bildliche Darstellung, die je nach Betrachtungswinkel ein anderes Bild von insgesamt drei Bildern zeigt. Andere Bezeichnungen sind „Harfenbild“ oder „Triscenorama“.
Ein Lamellenbild besteht aus dem Hauptbild, das direkt auf den Bildträger aufgebracht ist. Zwei weitere Bilder sind streifenweise auf den Lamellen aufgemalt. Diese werden senkrecht auf dem Hauptbild befestigt. Je nach Standpunkt vor dem Bild sieht der Betrachter oder die Betrachterin ein anderes Bild.

Sind im Bild nur zwei Motive aus unterschiedlichem Blickpunkt sichtbar, so spricht man von einem „Riefelbild“ bzw. „Riffelbild“.
Lamellenbilder tauchen erstmals im 18. und gehäuft im 19. Jahrhundert auf. Sie zeigen häufig religiöse Motive, etwa Jesus, Maria und Joseph oder auch die heilige Dreifaltigkeit. 
Im Web gibt es verschiedene Anleitungen und Hilfsmittel zur Herstellung von Lamellenbildern.